# Алекс Шагін
Алекс Шагін (англ. Alex Shagin, рос. Шагин Александр Григорьевич 21 січня, 1947 ) — медальєр із Сполучених Штатів, росіянин за походженням.

## Життєпис
Народився в Ленінградській області. Був єдиними сином в родині Шагіних ( батько — Григорій Шагін, мати — Катерина Шагіна ). Художнє навчання опановував в Вищому художньо-промисловому училищі імені В.Н. Мухіної в Ленінграді, яке закінчив 1971 року.

## Ленінградський період
Був призваний до лав радянської армії, по звільненні з якої влаштувався учнем в Ленінградський Монетний двір. Дипломним твором початківця стала пам'ятна медаль «Петро І».  Був зарахований до штату Ленінградського Монетного двору на посаду художника-гравера. Підкоряючись виробничому плану радянської установи, Шагін готував новий зразок медалі практично кожні два місяці. Кожний зразок проходив контроль на ідеологічну безпечність щодо комуністичних ідей та радянську цензуру, приховану під офіційні вказівки так званої Художньої ради комуністів Монетного двору.
1978 року Шагін вперше відвідав закордонну Народно-демократичну республіку Польщу, де склалась надзвичайно цікава національна школа медальєрів. Був вражений творчою і особистою розкутістю художників і майстрів-медальєрів Польщі, надто мало підкорених ідеологічним настановам і контролю з  боку польської держави. Здивування викликав і мінімальний цензурний тиск на майстрів, на відміну від СРСР, де твір-ескіз радянського медальєра проходив декілька інстанцій і дозвільних етапів, кожний із яких міг стати останнім і заборонним.
Повернення в СРСР було ознаменоване подачею документів на еміграцію з СРСР та добровільно-примусовим звільненням з Ленінградського Монетного двору. Майстра випустять із СРСР тільки через один рік 1979 року.

## Праця в Сполучених штатах
Влаштувався на працю в місті Санта Моніка, штат Каліфорнія як медальєр. 2002 року як перший віце-президент Американської асоціації скульпторів-медальєрів (A.M.S.A.)  Алекс Шагін брав участь у роботі конгресу F.I.D.E.M. Задовго до конгресу F.I.D.E.M. Алекс Шагін  виконав «Медаль Свободи», котру як почесну нагороду використовував президент Сполучених Штатів Рональд Рейган — медаль роботи Шагіна отримали дванадцять видатних осіб США.
Частку ескізів медальєр Алекс Шагін виконав на замову монетних дворів Сінгапура, Ізраїля, Американської нумізматичної асоціації тощо.

## Вибрані твори
- Пам'ятна медаль «Петро І»

Медальєр Алекс Шагін (США). Естампаж медалі на честь Мікеланджело Буонарроті.

- Медаль на честь скульптора Мікеланджело «Да повстану проти пітьми»
- пам'ятна медаль «Кінний монумент Петру І» роботи скульптора Карло Бартоломео Растреллі
- Олімпійські ігри в Москві, 1980 р.
- Олімпійські ігри в Лос-Анжелесі, 1984 р.
- «Медаль Свободи», 1986 р.

Медалі роботи Алекса Шагіна зберігають приватні колекціонери та музеї Ермітаж (Санкт-Петербург), Смітсоновський інститут, Художній музей імені Куїнджі (Маріуполь), музей Голокосту (Яд Вашем), Британський музей (Лондон ) та Шведська Королівська колекція медалей (Стокгольм ).